# Парри-Саунд (округ)
Па́рри-Са́унд — административный округ в провинции Онтарио, Канада. Крупнейшим городом и административным центром округа является город Парри-Саунд. Население — 40 918 чел. (по переписи 2006 года).

## География

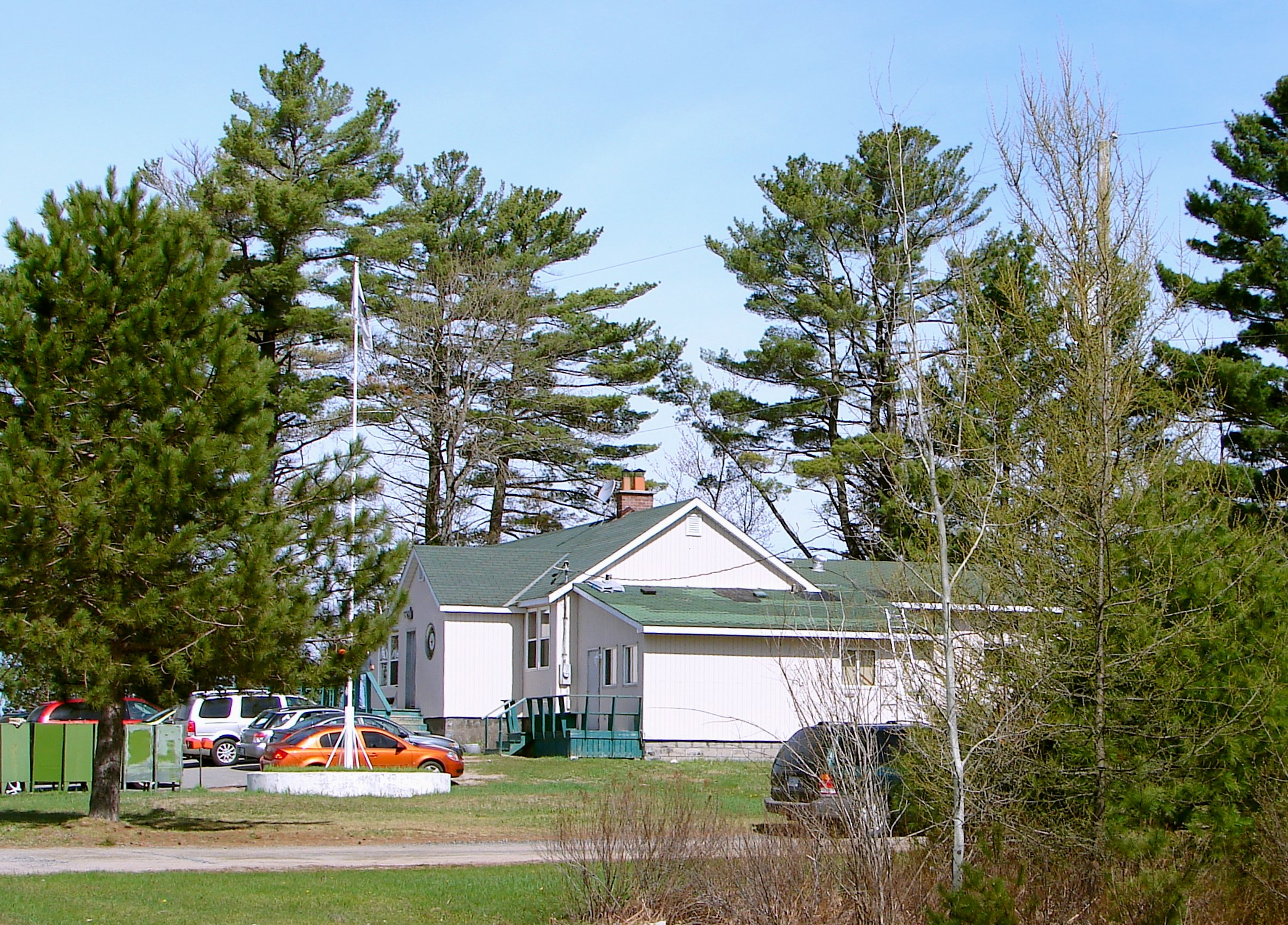
В индейском поселении Шаванага

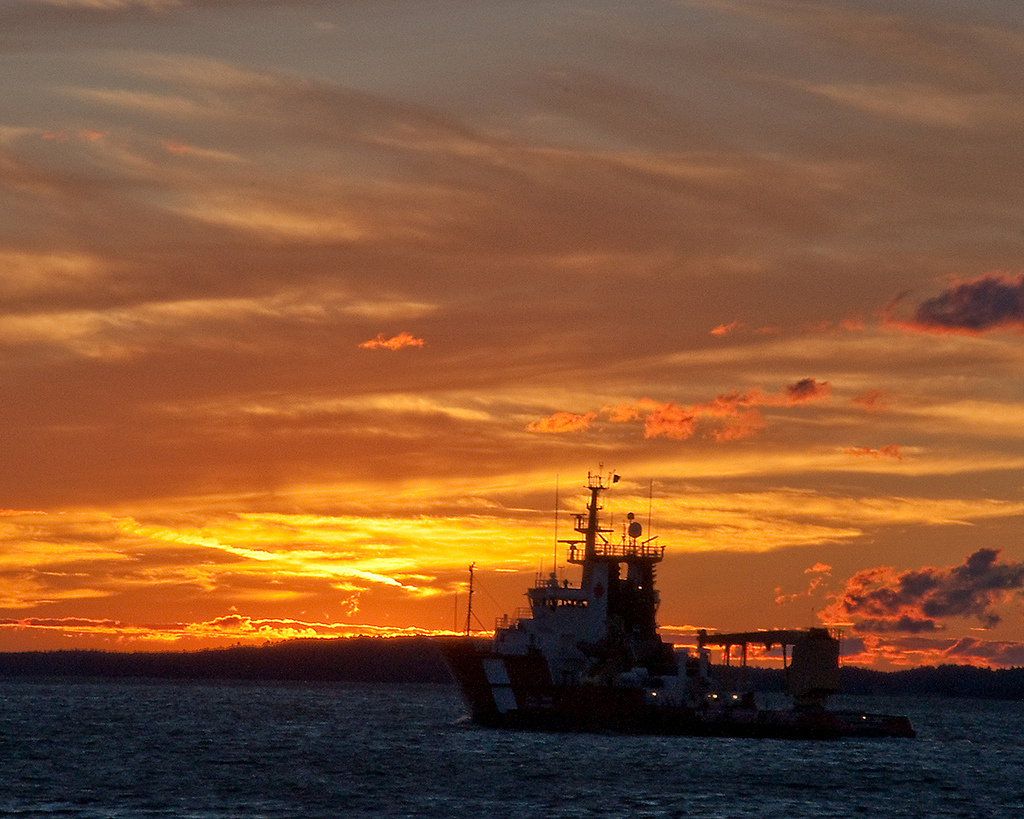
Корабль канадской береговой охраны выходит из порта Парри-Саунда

Округ расположен в центральной части провинции Онтарио, в регионе Центральное Онтарио. На севере Парри-Саунд граничит с округом Садбери, на севере и востоке — с округом Ниписсинг, на юге — с округом Мускока, на западе — омывается водами залива Джорджиан-Бей (озеро Гурон).

## Административное деление
В состав округа входят следующие муниципальные образования:
- 3 города («тауна»): Парри-Саунд, Керни[англ.] и Поуассан[англ.];
- 16 тауншипов: Аркипелаго[англ.], Армур[англ.], Калландер[англ.], Карлинг[англ.], Джоли[англ.], Мэчер[англ.], Магнетаван[англ.], Макдугалл[англ.], Маккеллар[англ.], Макмаррик-Монтейт[англ.], Ниписсинг[англ.], Перри[англ.], Райерсон[англ.], Сегуин[англ.], Стронг[англ.] и Уайтстоун[англ.];
- 3 деревни: Беркс-Фолл[англ.], Саут-Ривер[англ.] и Санбридж[англ.];
- 2 межселенные территории: Центральный Парри-Саунд[англ.] и Северо-Восточный Парри-Саунд[англ.];
- 7 индейских территорий: Докис 9[англ.], Магетаван 1[англ.], Парри-Айленд[англ.], Френч-Ривер, Хенви-Инлет, Найскутэнг 17А и Шаванага 17.

## Население
Из примерно 40,9 тысяч жителей, населяющих округ, 20 400 составляют мужчины и 20 515 — женщины. Средний возраст населения — 47,9 лет (против 39,0 лет в среднем по провинции). При этом средний возраст мужчин составляет 47,3 лет, а женщин — 48,4 (аналогичные показатели по Онтарио — 38,1 и 39,9 соответственно).
На территории округа зарегистрировано 17 195 частных жилых помещений, принадлежащих 12 765 семьям.
На английском языке как на родном говорят 36 830 человек, на французском — 1180. Распространённость других языков невелика.
Крупнейший населённый пункт и административный центр — Парри-Саунд — 5818 чел. (одна седьмая населения округа, по переписи 2006 года).